# Faster Than the Speed of Night
Faster Than the Speed of Night är ett album av Bonnie Tyler som gavs ut 1983 på Columbia Records. Det producerades av Jim Steinman, tidigare känd för sitt arbete med Meat Loaf, som även skrev två av låtarna, däribland hiten "Total Eclipse of the Heart". Albumet är Tylers kommersiellt mest framgångsrika och nådde bland annat förstaplatsen på den brittiska albumlistan och en fjärdeplats på Billboard 200.

## Låtlista
1. "Have You Ever Seen the Rain?" (John Fogerty) - 4:10
2. "Faster Than the Speed of Night" (Jim Steinman) - 6:45
3. "Getting So Excited" (Alan Gruner) - 3:31
4. "Total Eclipse of the Heart" (Jim Steinman) - 7:01
5. "It's a Jungle Out There" (Dennis Polen/Paul Pilger/William Moloney) - 4:39
6. "Goin' Through the Motions" (Ian Hunter/Eric Bloom) - 4:09
7. "Tears" (Frankie Miller) - 3:50
8. "Take Me Back" (Billy Cross) - 5:23
9. "Straight from the Heart" (Bryan Adams/Eric Kagna) - 3:40